# Barcaccia (zona di Roma)
Barcaccia è la zona urbanistica 10I del Municipio Roma VII di Roma Capitale. Si estende sulla zona Z. XVII Torre Gaia.

## Territorio
È situata a sud-est della capitale, esternamente al Grande Raccordo Anulare, sul lato sud dell'A1 Diramazione Sud, fino alla Via Tuscolana nel tratto esterno al Raccordo Anulare che sale verso Frascati.
La zona urbanistica confina:
- a nord-est la zona urbanistica 8C Giardinetti-Tor Vergata
- a est con il comune di Frascati
- a sud-ovest con la zona urbanistica 10L Morena
- a ovest la zona urbanistica 10G Romanina